# Yaizu
Yaizu (焼津市?) è una città giapponese della prefettura di Shizuoka.

## Amministrazione

### Gemellaggi
Yaizu è gemellata con:
- Hobart